# Costa Nhamoinesu
Costa Nhamoinesu (ur. 6 stycznia 1986 w Harare) – zimbabwejski piłkarz występujący na pozycji obrońcy.

## Kariera

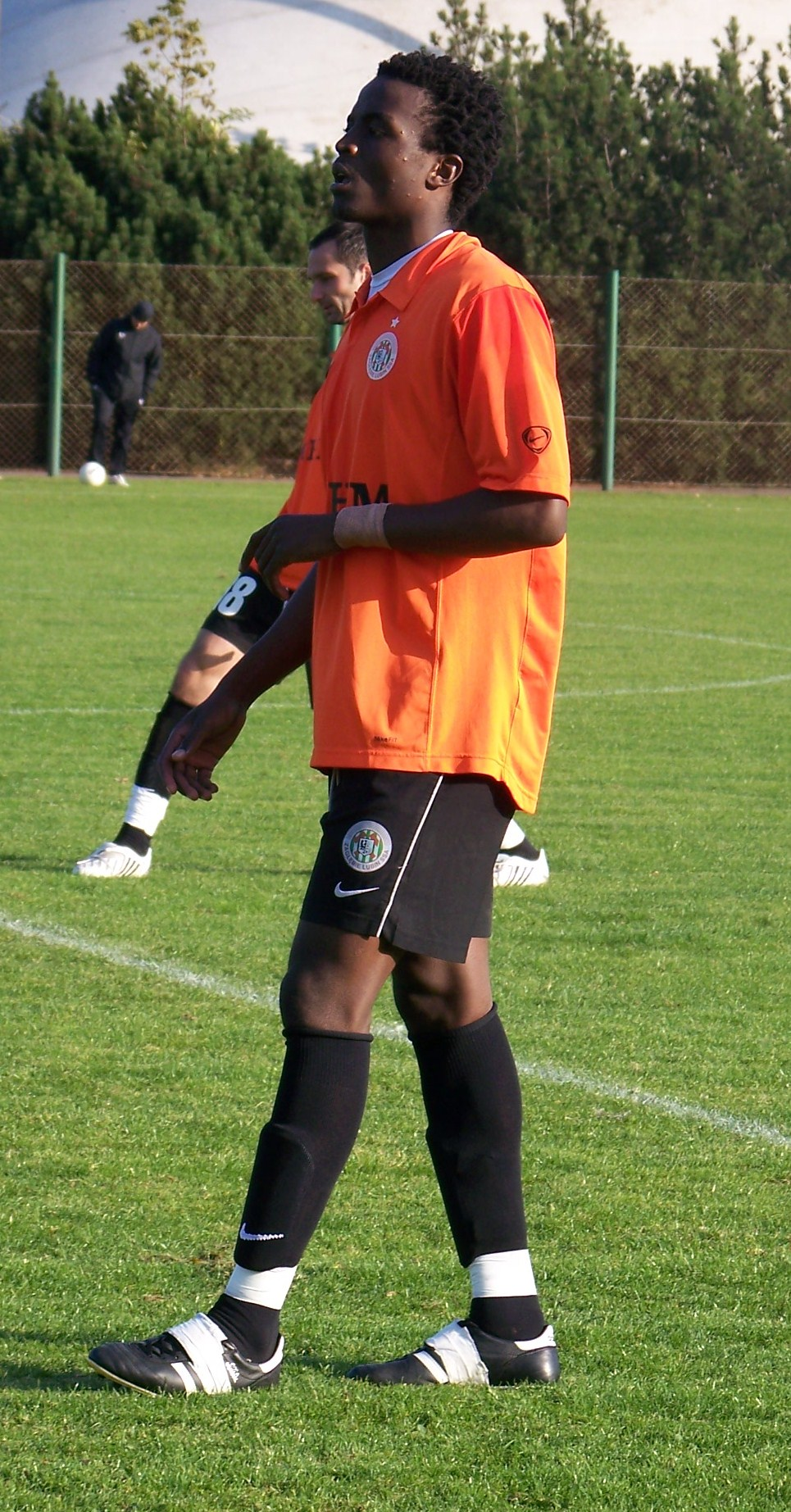
Costa Nhamoinesu w barwach Zagłębia

Do Polski Nhamoinesu został sprowadzony przez Wiesława Grabowskiego, który zajmował się transferami graczy z Afryki. Początkowo zimbabwejski piłkarz grał w KS Wisła, z którego 30 lipca 2008 roku został wypożyczony do Zagłębia Lubin, gdzie wywalczył sobie miejsce w podstawowym składzie. Po zakończeniu sezonu 2008/2009, w którym lubińska drużyna awansowała do Ekstraklasy, działacze Zagłębia starali się wykupić go definitywnie, jednak cena okazała się za wysoka i do transferu nie doszło – przedłużono jedynie okres wypożyczenia o kolejny rok. W 2010 roku Nhamoinesu ostatecznie został wykupiony przez klub. Po wygaśnięciu umowy w czerwcu 2013 roku zawodnik opuścił Zagłębie. Jeszcze w tym samym miesiącu podpisał kontrakt z czeską Spartą Praga.